# Carl Röchling

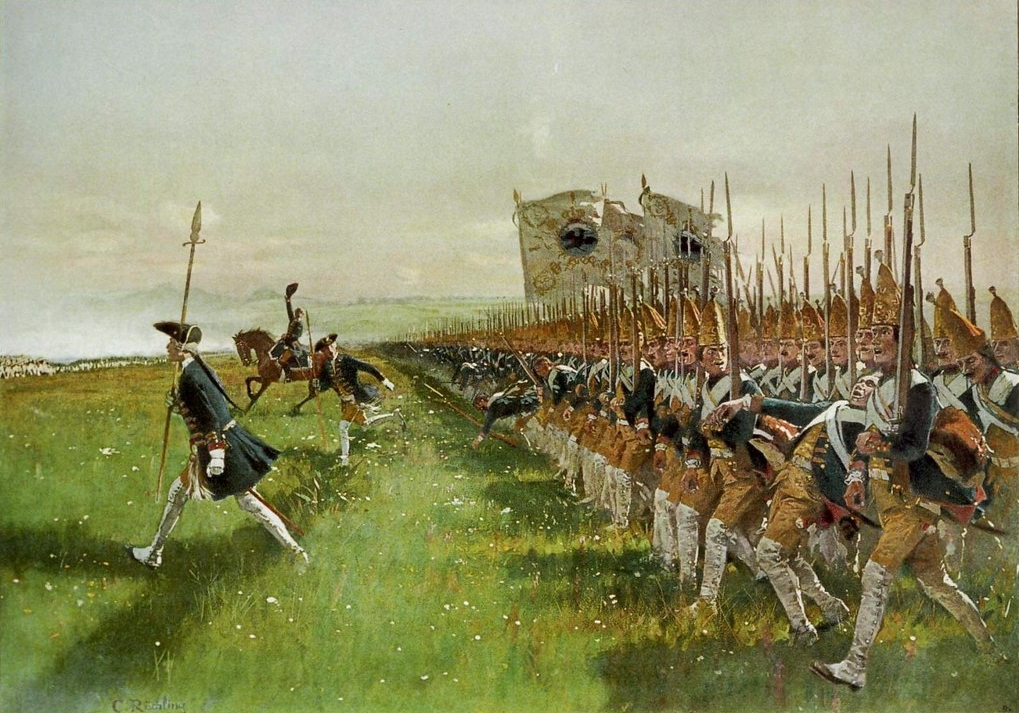
Batalla de Hohenfriedberg - Ataque de la Infantería Prusiana, 4 de junio de 1745, por Carl Röchling

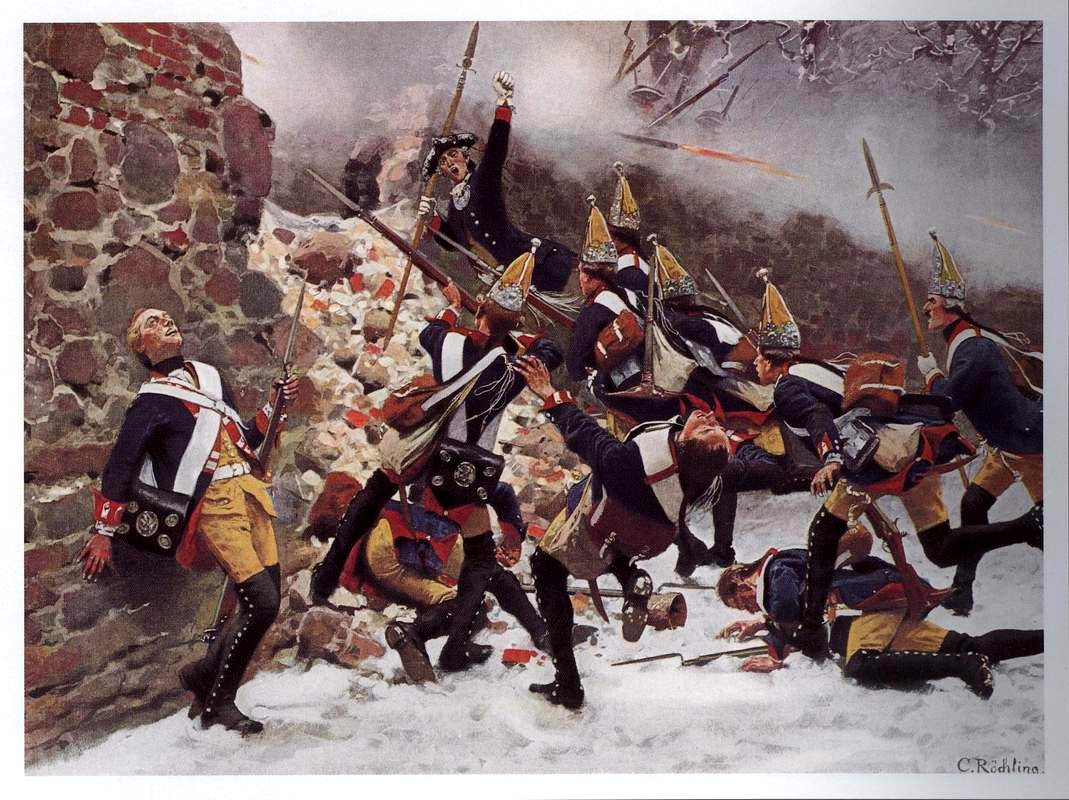
Asalto a la brecha por tropas prusianas durante la batalla de Leuthen, 1757 por Carl Röchling

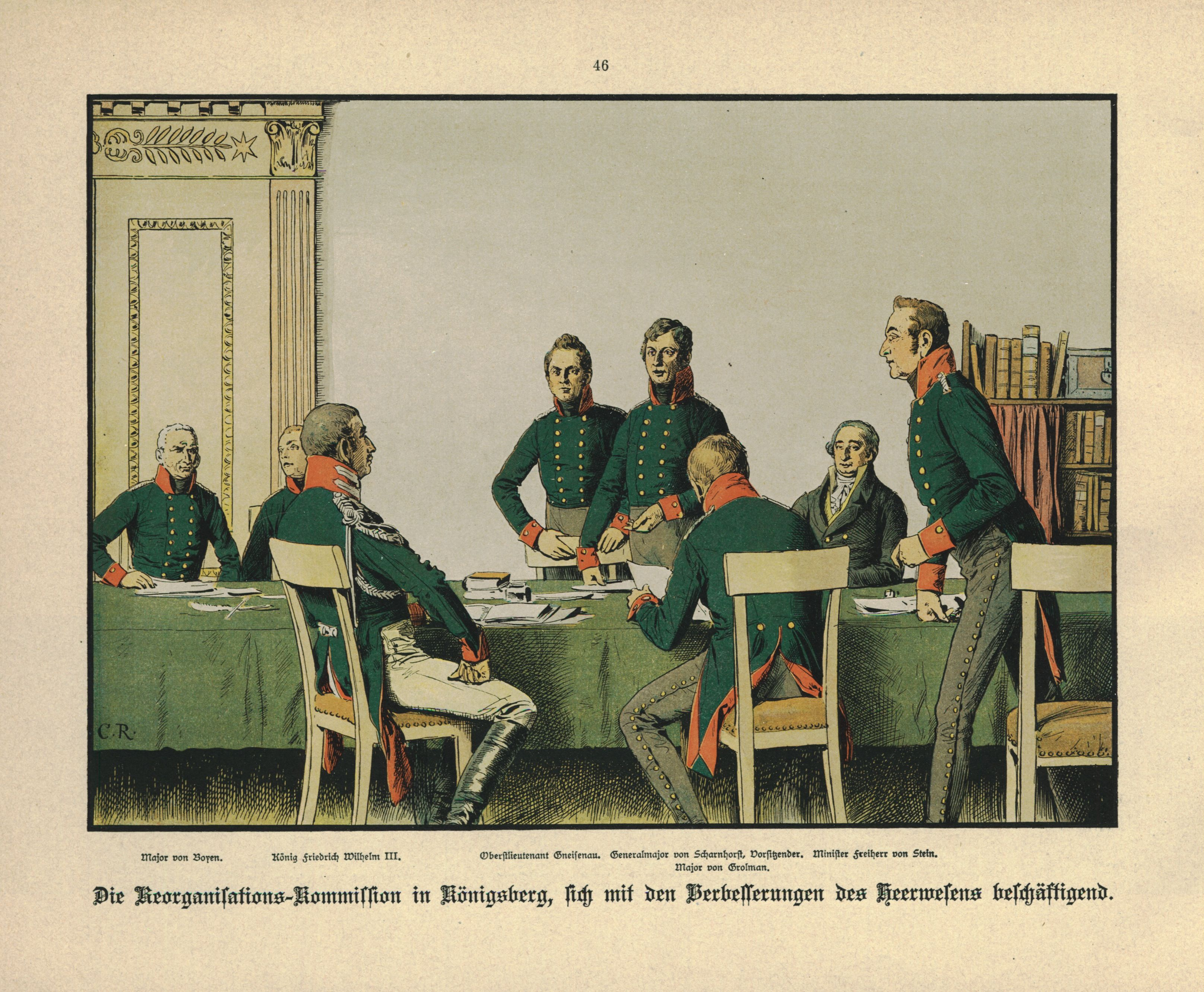
Encuentro de los reformadores en Königsberg en 1807, litografía por Carl Röchling

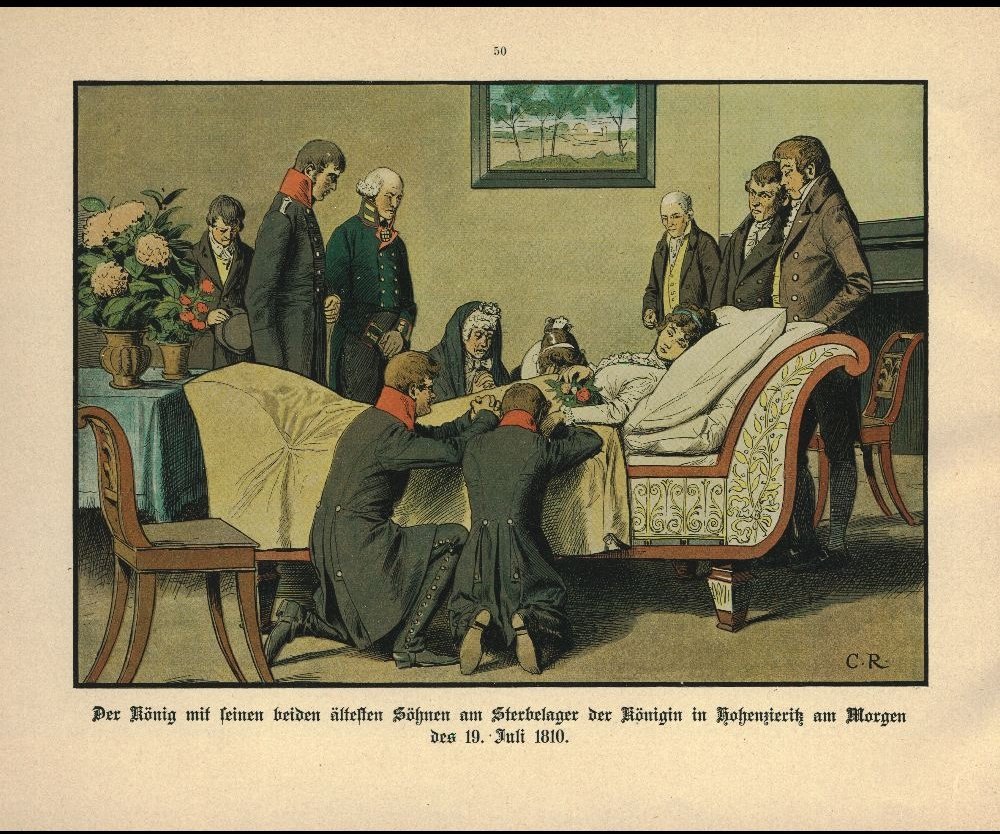
La muerte de la Reina Luisa

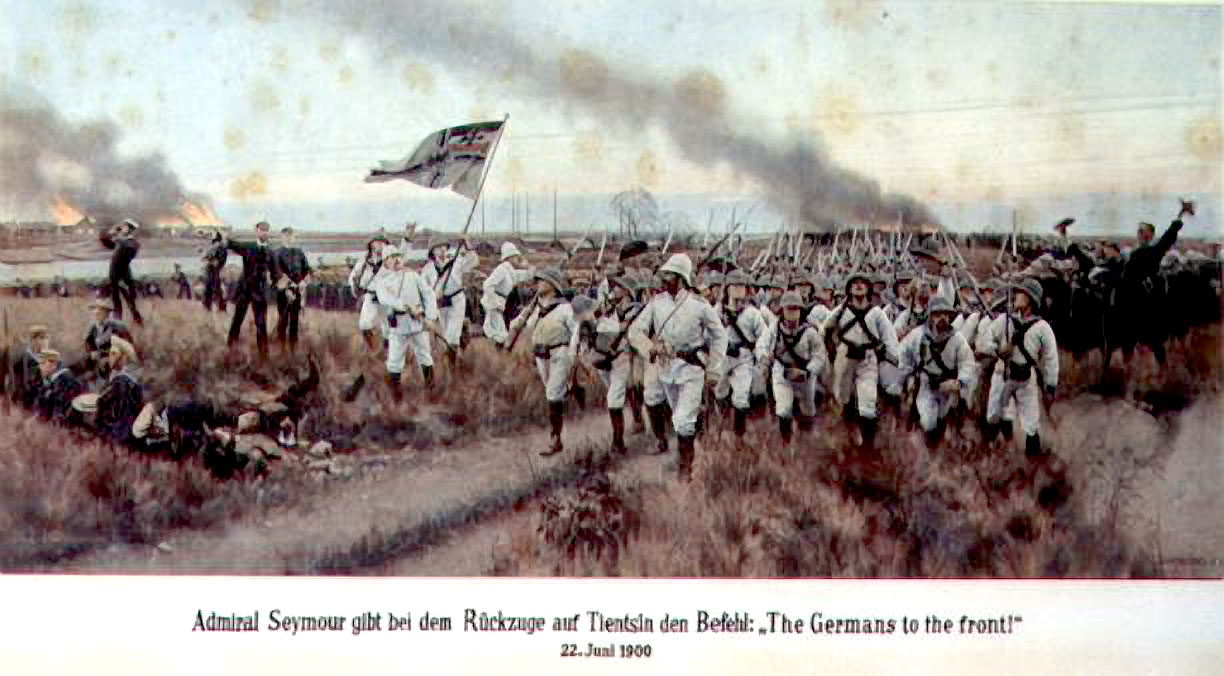
Los Alemanes en el Frente - representación de tropas alemanas avanzando durante la Rebelión Bóxer cerca de Tientsin, China, 1900

Carl Röchling (18 de octubre de 1855 - 6 de mayo de 1920) fue un pintor e ilustrador alemán conocido por la representación de temas de historia militar.

## Biografía
Röchling nació en Saarbrücken, parte de la Provincia prusiana del Rin, hijo de Friedrich Röchling, un trabajador judicial, y Angelika Stoll. Estudió entre 1875 y 1880 en la Academia de Artes de Karlsruhe (Kunstschule) con Ludwig des Coudres y Ernst Hildebrand y después en la Academia de las Artes Prusiana.
Mientras estuvo en Berlín, fue pupilo del gran maestro pintor Anton von Werner, con quien participó en la creación de varias pinturas panorámicas como Der Schlacht von Sedan ("La Batalla de Sedan"). Después se hizo muy conocido por su trabajo independiente de pinturas históricas y militares en la vuelta del siglo XIX. Murió el 6 de mayo de 1920 en Berlín.

## Obras
Entre las obras de temas militares más famosas de Röchling se encuentran varias representaciones de escenas de batallas de las victorias del Ejército prusiano, especialmente durante la guerra franco-prusiana.
Junto a Georg Koch y Eugen Bracht realizó un panorama de la batalla de Chattanooga. También trabajó en asociación con Richard Knötel y Woldemar Friedrich en la ilustración de dos populares libros infantiles (Der Alte Fritz in 50 Bildern für Jung und Alt en 1895 y Die Königin Luise in 50 Bildern für Jung und Alt en 1896).